# Monasterio de Santa Cruz (Coímbra)
El monasterio de Santa Cruz está situado en la freguesia (parroquia) de Santa Cruz, en el distrito de Coímbra, Portugal. Fundado por los Canónigos regulares de la Santa Cruz el 28 de junio de 1131. Su fundación estuvo promocionada por los monarcas Alfonso I y Sancho I, cuyos restos guarda este monasterio. Es uno de los principales monumentos históricos y artísticos de Portugal por la calidad de las intervenciones artísticas en el monasterio, particularmente del período manuelino.

## Historia
El monasterio de Santa Cruz de Coímbra fue fundado en 1131 por unos cuantos religiosos entre los que se encontraban el Arcediano D. Telo, D. João Peculiar y S. Teotónio (primer prior del monasterio y primer santo portugués), quienes adoptaron la regla de los canónigos regulares de San Agustín. La institución recibió muchos privilegios papales y donaciones de los primeros reyes de Portugal, convirtiéndola en la casa monástica más importante del reino.
El edificio original del monasterio y la iglesia de Santa Cruz fueron erigido entre 1132 y 1223, obra del Maestro Roberto, artista del estilo románico. Su escuela fue una de las mejores instituciones educativas del Portugal medieval, notable por su gran biblioteca (hoy en la Biblioteca Pública Municipal de Oporto) y su "scriptorium". En la época de D. Afonso Henriques, este "scriptorium" contribuyó a la consolidación del poder real. Todavía en la Edad Media, el estudiante más famoso de Santa Cruz fue Fernando Martins de Bulhões, el futuro San António de Lisboa (o Antonio de Padua). En 1220, los religiosos presenciaron la llegada de los restos de cinco frailes franciscanos martirizados en Marruecos (los Mártires de Marrakech), que optaron por hacerse misioneros y abandonar Portugal.
En 1507, el rey Manuel I de Portugal ordenó una extensa renovación, reconstrucción y redecoración del monasterio y su iglesia. En ese momento, los restos de D. Afonso Henriques y D. Sancho I fueron trasladados desde sus sarcófagos originales a sus nuevas tumbas decoradas en estilo manuelino. Entre 1530 y 1577, hubo un taller de tipografía en el claustro. Es posible que el poeta Luís de Camões estudiase en Santa Cruz, ya que un pariente suyo, Don Bento de Camões, fue prior del monasterio.
En el siglo XIX se colocó un arco triunfal, de estilo barroquizante, delante de la portada gótica de la iglesia. 

## Descripción del monumento

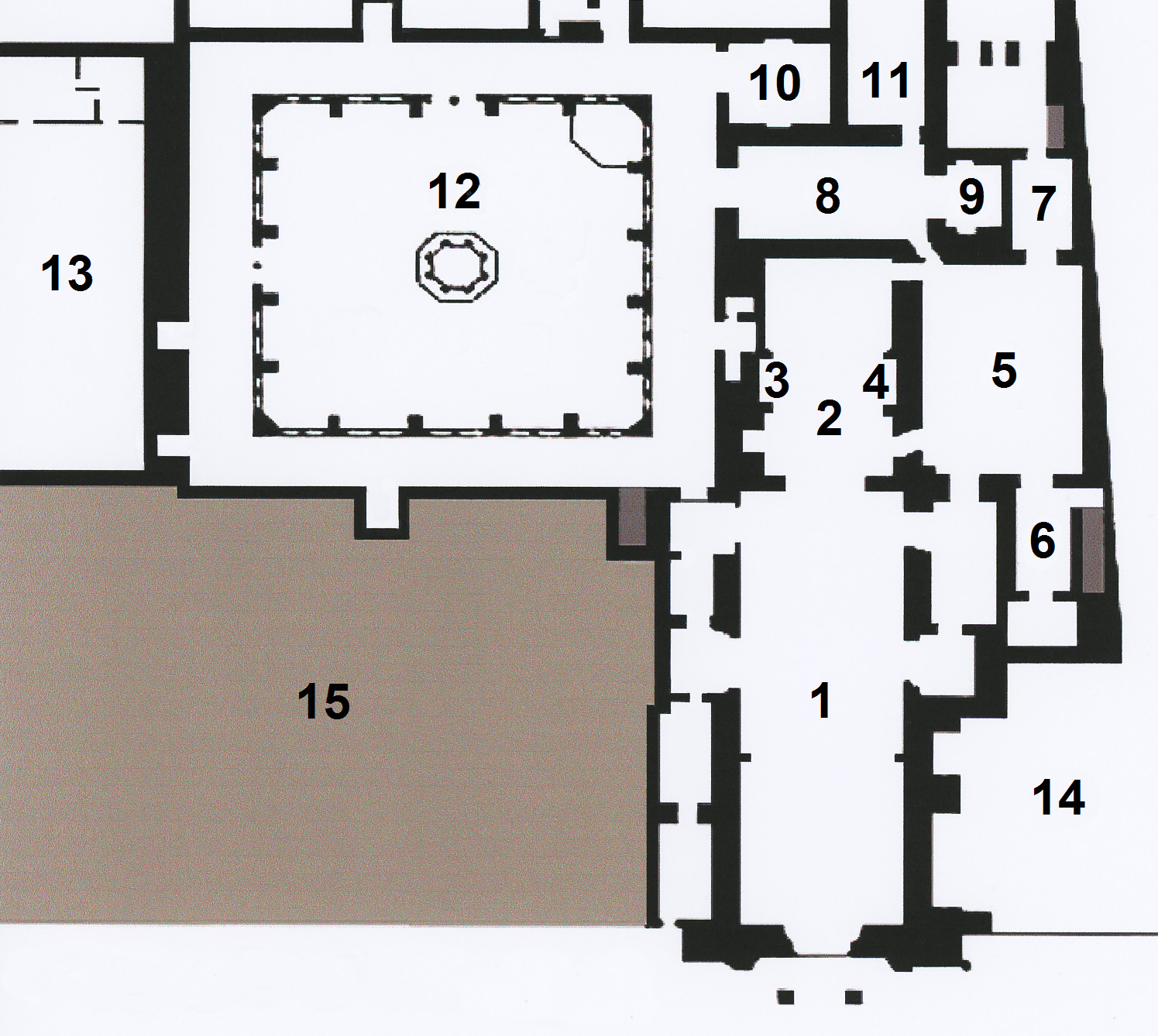
1 Nave de la iglesia; 2 Capilla mayor; 3 Tumba de D. Afonso Henriques; 4 Tumba de D. Sancho I; 5 Sacristía; 6 Capilla del tesoro; 7 Lavabo; 8 Sala Capitular; 9 Capilla de San Teotonio; 10 Capilla de Jesus; 11 Capilla de S. Miguel; 12 Claustro; 13 Antiguo refertorio; 14 Café Santa Cruz; 15 Cámara Municipal de Coímbra

Aunque casi no queda nada de la fundación románica del convento, la fachada de la iglesia era semejante a la de la Catedral Vieja de Coímbra, con torre central avanzada y portada coronada con un gran ventanal. Estos detalles todavía se aprecian hoy tras los añadidos de épocas posteriores.
Durante el reinado de D. Manuel I, entre 1507 y 1513 la fachada se completó con dos torres a los lados, rematadas con pináculos góticos y molduras decorativas. Más tarde, entre 1522 y 1526, se erigió el portal escenográfico manuelino, hoy bastante erosionado, obra de Diego de Castillo y el francés Nicolás Chanterenne.
Dentro del templo, la nave única y el presbiterio están cubiertos por una bóveda manuelina de gran riqueza, obras dirigidas por Diogo Boitaca y el coimbreño Marcos Pires. Alrededor de 1530, Diogo de Castillo añadió un coro alto sobre la entrada, que era la parte escultórica de João de Ruão; En ese espacio se instaló una magnífica sillería de madera tallada y dorada (ver: Sillería del Monasterio de Santa Cruz). Es una de las pocas sillerías existentes del período manuelino y se debe, en primer lugar, al tallador flamenco Machim, que la instaló en el presbiterio (1513); el trabajo sería continuado por Juan Alemán (1518) y, más tarde (1531), por el escultor francés Francisco Lorete, quien la amplió y la trasladó al coro alto. La nave también contiene un hermoso púlpito renacentista, obra de Nicolás Chanterenne en 1521.
En el siglo XVIII se instaló un nuevo órgano, en estilo barroco, obra del español Manuel Gomes Herrera (o Gómez Herrera, autor del instrumento musical) y de Francisco Lorete (autor de la caja de madera tallada). También se cubrieron las paredes de la nave con escenas de pasajes bíblicos, hechas con azulejos de Lisboa en tonos blanco y azul.
En el presbiterio están ubicadas las tumbas de los dos primeros reyes de Portugal. Las tumbas originales se encontraban en el nártex de la iglesia, al lado de la torre central de la fachada románica, pero D. Manuel I no encontró dignos los cofres de las tumbas y ordenó la realización de nuevos monumentos funerarios. Estos se completaron alrededor de 1520. Nicolás Chanterene realizó las esculturas yacentes de los reyes, mientras que otras esculturas y elementos decorativos se atribuyen a un supuesto Maestro de las tumbas reales y otros como Diogo Francisco, Pêro Anes, Diogo Fernandes y João Fernandes. Ambas tumbas están decoradas profusamente con estatuas y elementos gótico-renacentistas, además de los símbolos de D. Manuel I: la esfera armilar y la cruz de la Orden de Cristo.
La sacristía de la iglesia es un ejemplo típico del estilo manierista, construida entre 1622 y 1624 por Pedro Nunes Tinoco. Se decoró con azulejos del siglo XVII y presenta notables pinturas de dos de los mejores pintores portugueses del siglo XVI: Grão Vasco y Cristóvão de Figueiredo.
La sala capitular manuelina, construida por Diogo Boitaca entre 1507 y 1513, tiene una capilla manierista de San Teotonio, fechada alrededor de 1588, obra de Tomé Velho. En esta capilla se encuentran los restos del fundador del monasterio, San Teotonio, canonizado en el siglo XII. Junto a la sala capitular se encuentra el llamado "Claustro do Silencio", obra de Marcos Pires, construido entre 1517 y 1522, con abundante decoración manuelina. La fuente central es del siglo XVII.
Actualmente sin entrada por el claustro, el refectorio, al que se accede por la actual Rua Olímpio Nicolau Rui Fernandes, fue construido por Diogo de Castilho, por orden de Fray Brás de Braga. En él se encontraba una Última Cena del escultor Hodart, hoy en el Museo Nacional de Machado de Castro. En la parte trasera del monasterio se encuentra el llamado Claustro de Manga, que fue parte del complejo pero hoy está aislado. De este claustro, solo se conservó la fuente renacentista en el centro, que consiste en un templete central con linterna, soportado por ocho columnas y conectado con cuatro pequeñas capillas de tipo garita, cada una de ellas con su estanque en ángulo recto. Al templo central se accede por cuatro pequeñas escaleras. Todo el conjunto, construido en la década de 1530 por el francés João de Ruão, es de gran valor simbólico y artístico, que es considerado la primera obra de arquitectura completamente renacentista hecha en Portugal.

## Galería de imágenes

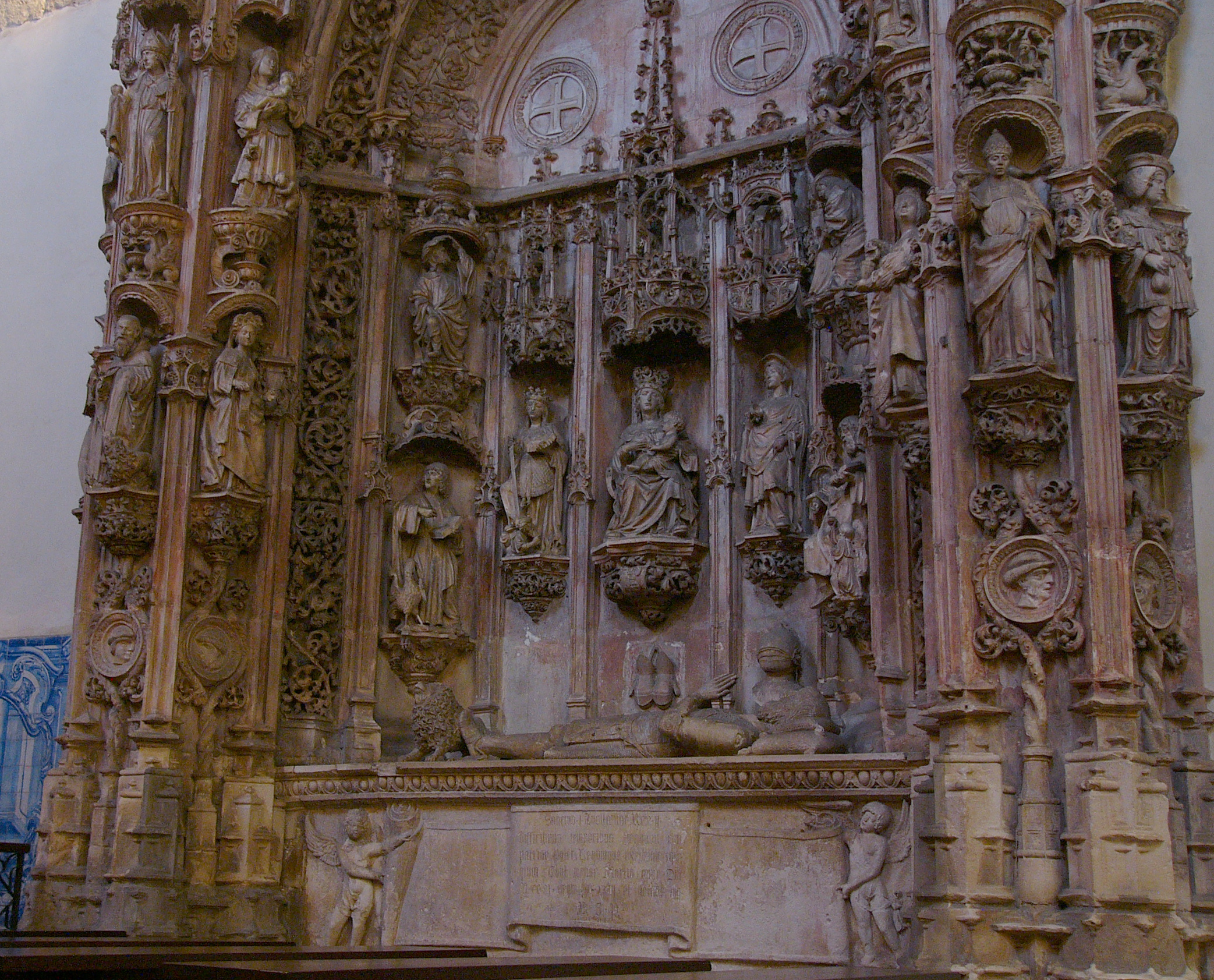
Tumba de Sancho I en la capilla mayor
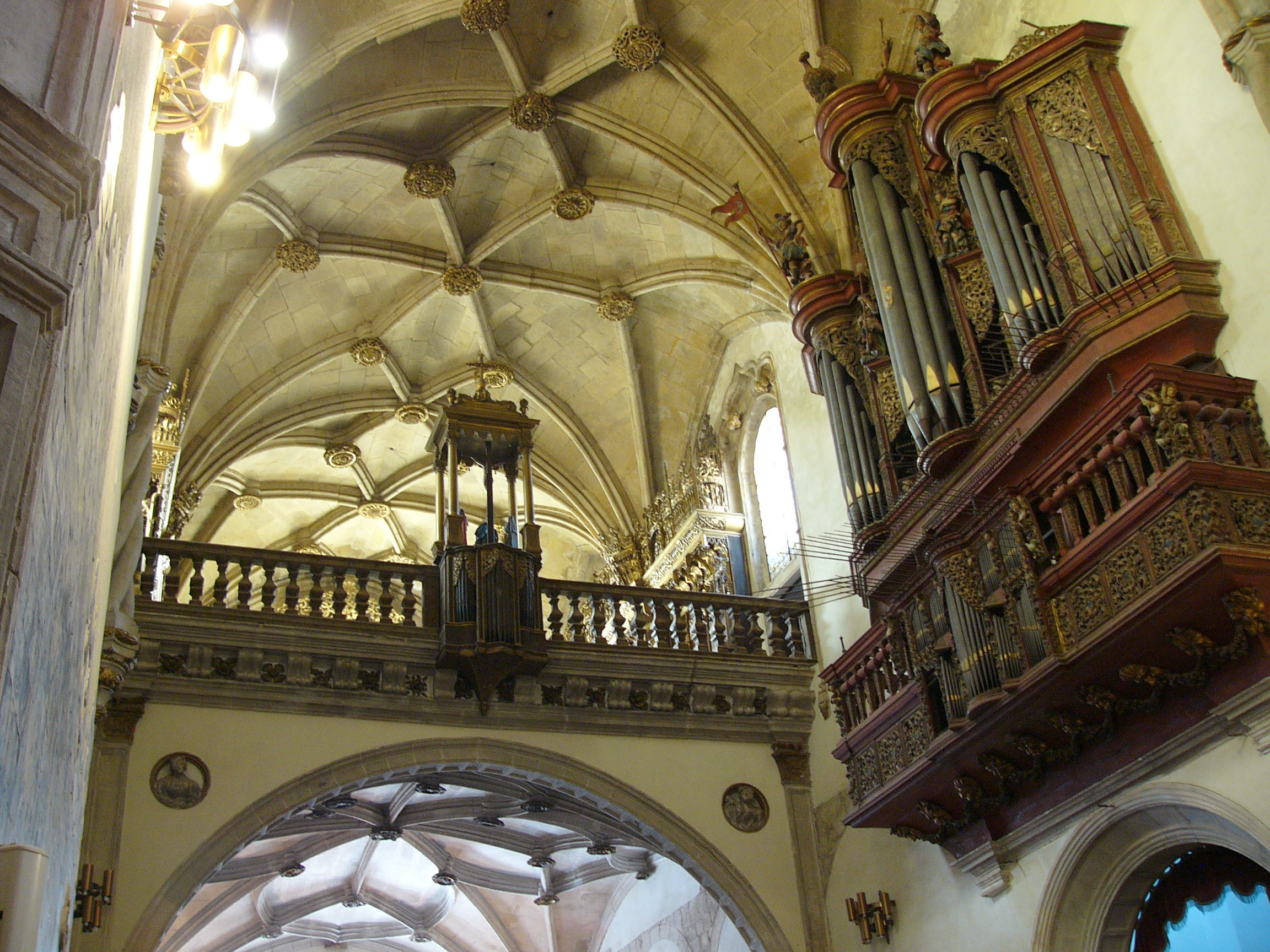
Bóveda nervada manuelina y órgano barroco.
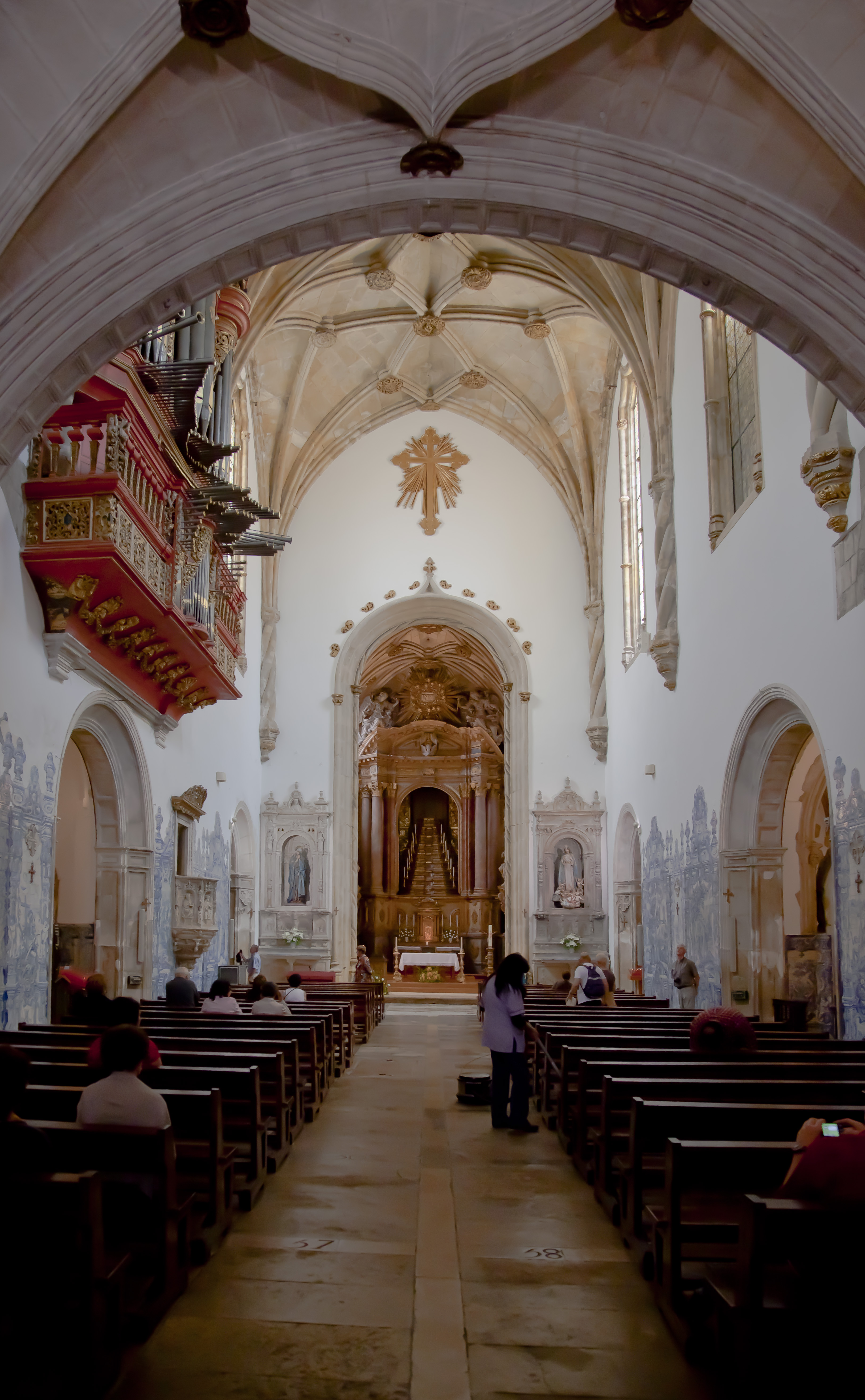
Nave de la Iglesia
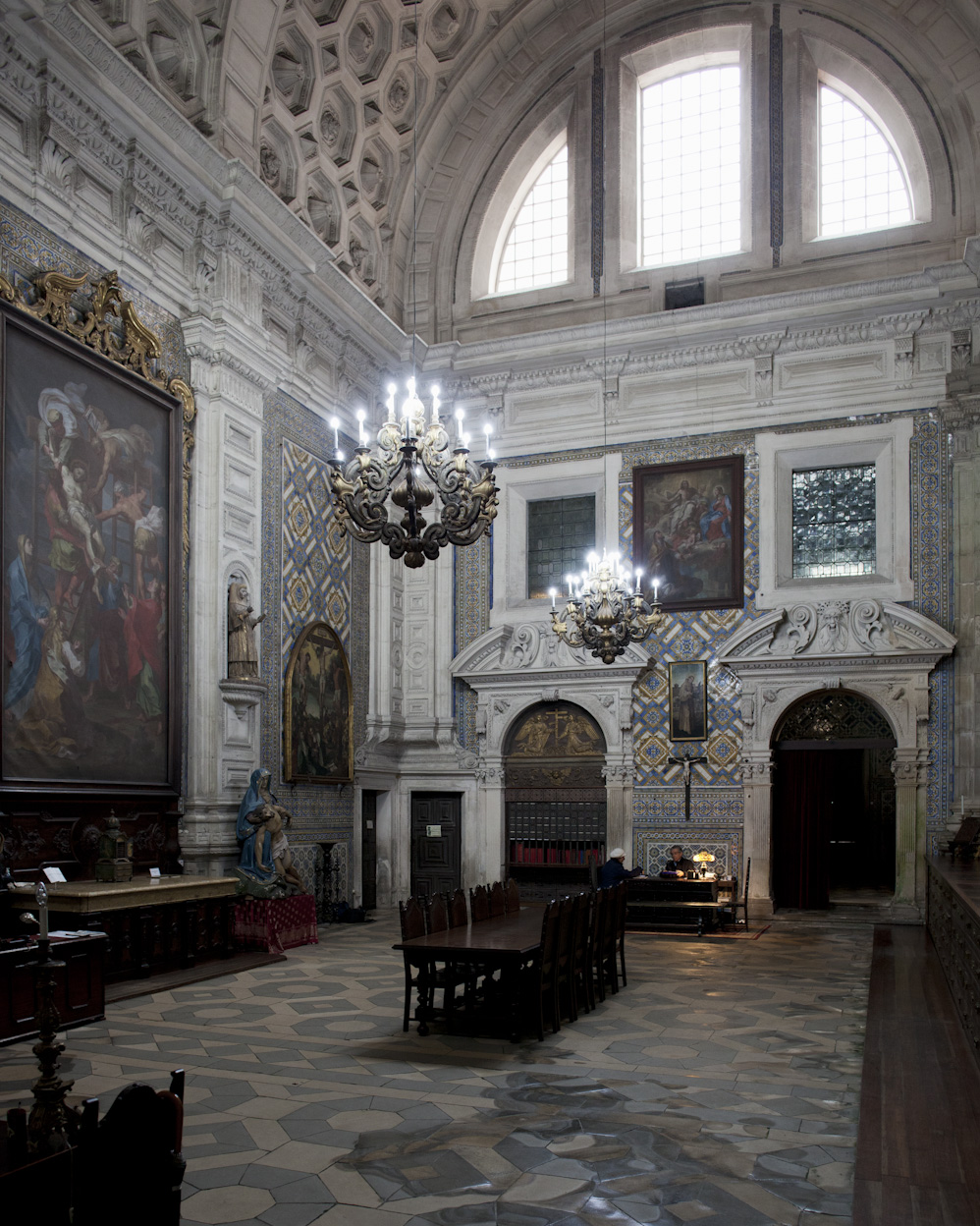
Sacristía
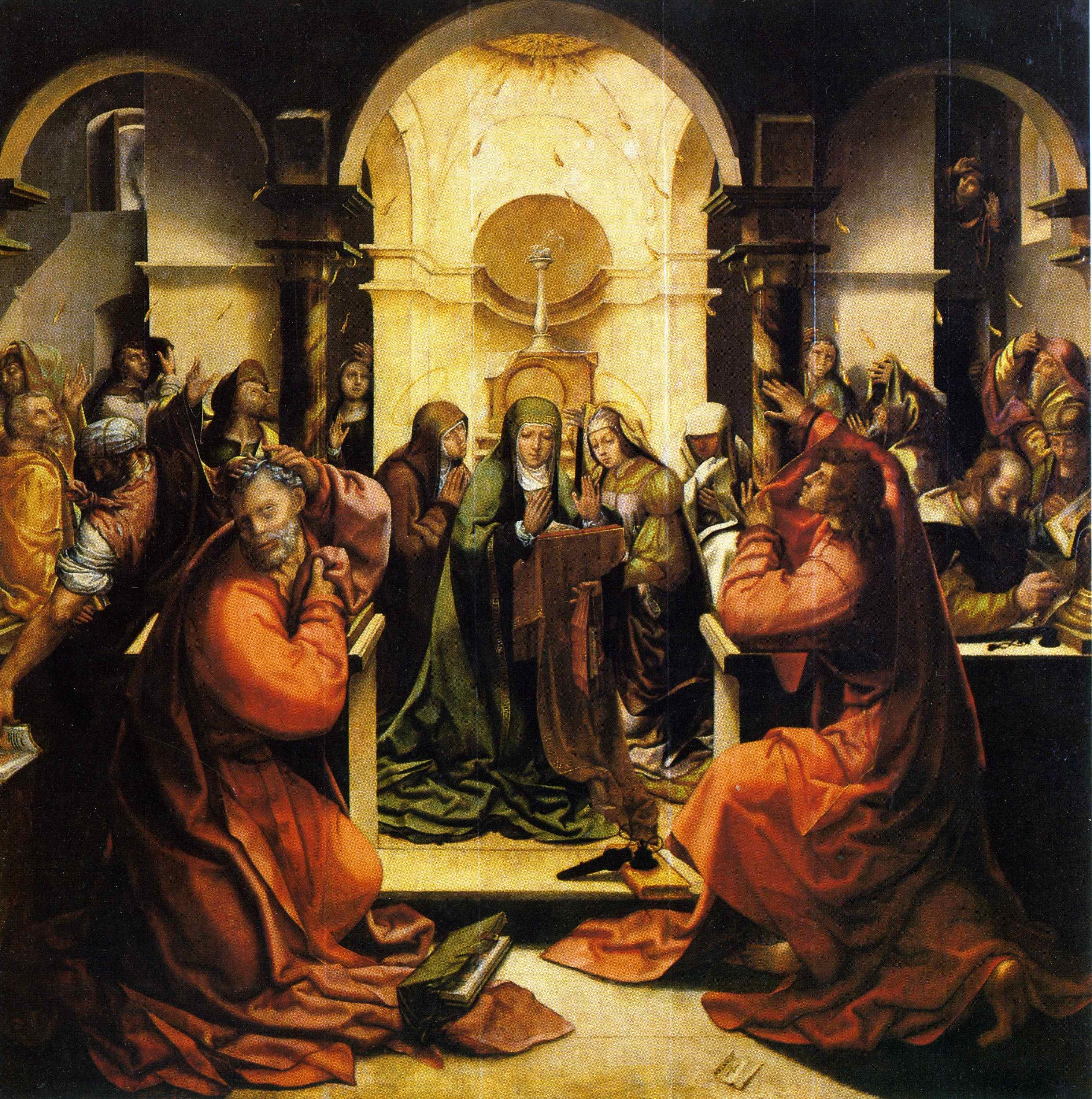
Pentecostés, de Grão Vasco (c. 1530), en la sacristía.
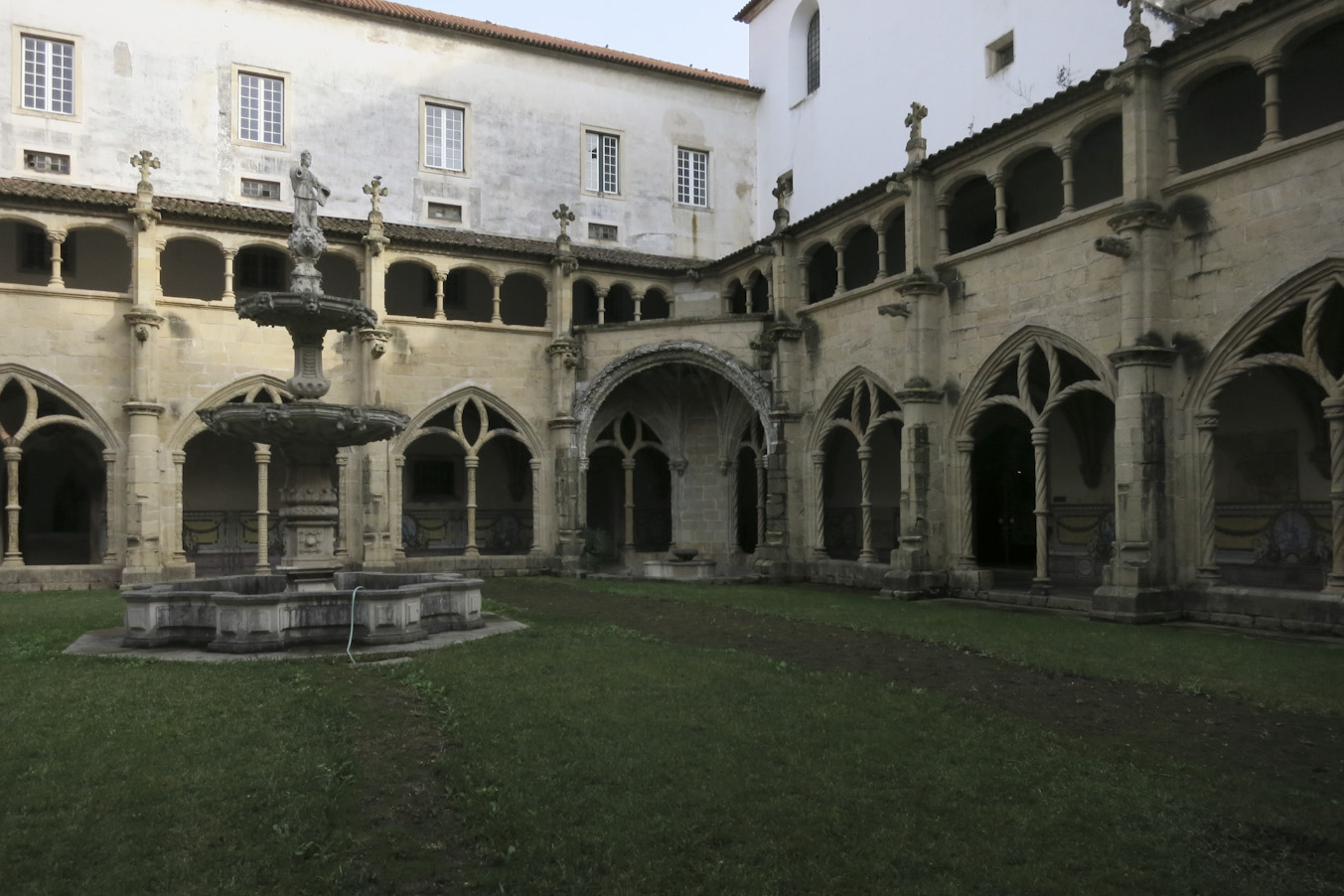
Claustro del monasterio
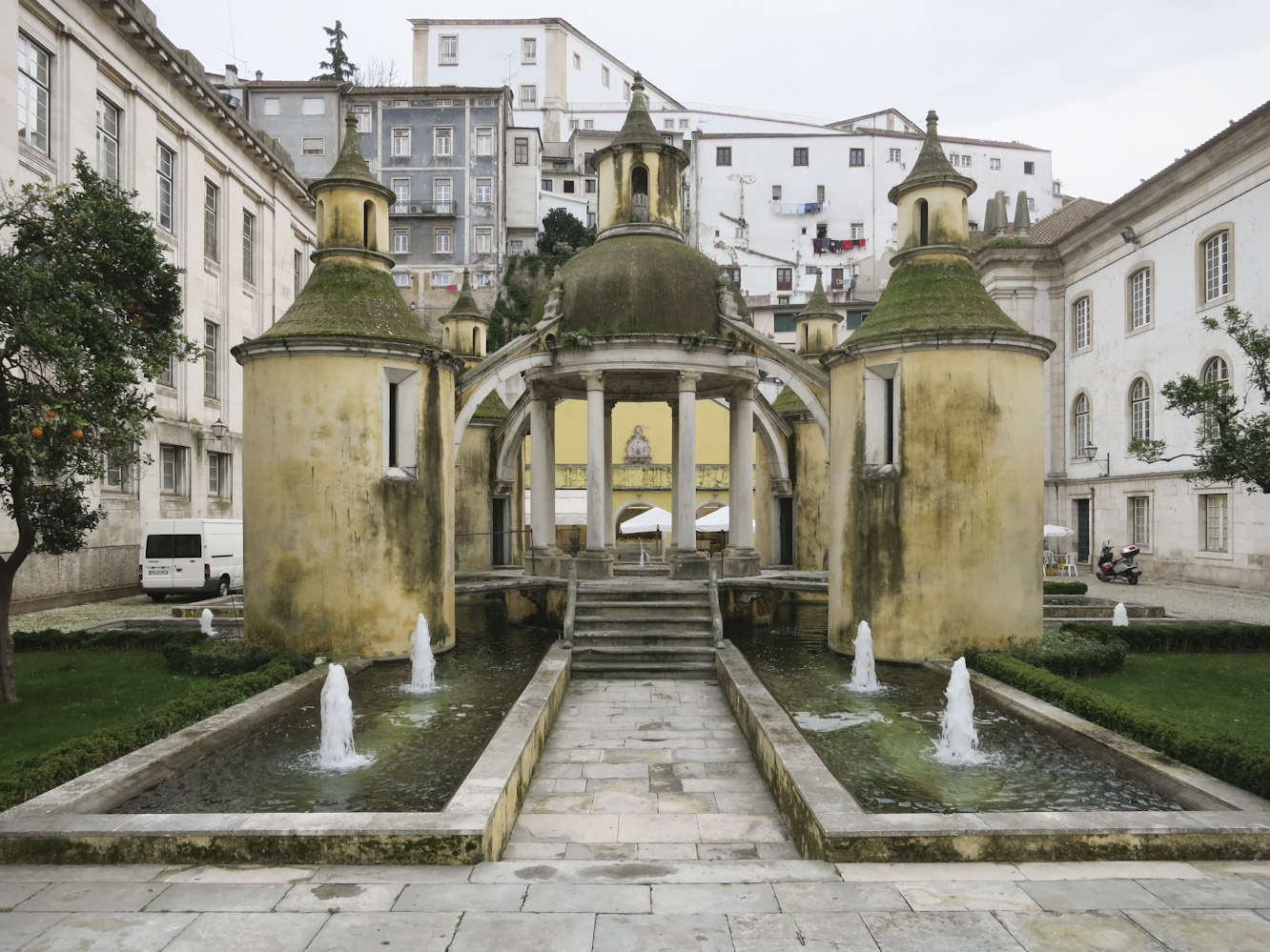
Claustro da Manga
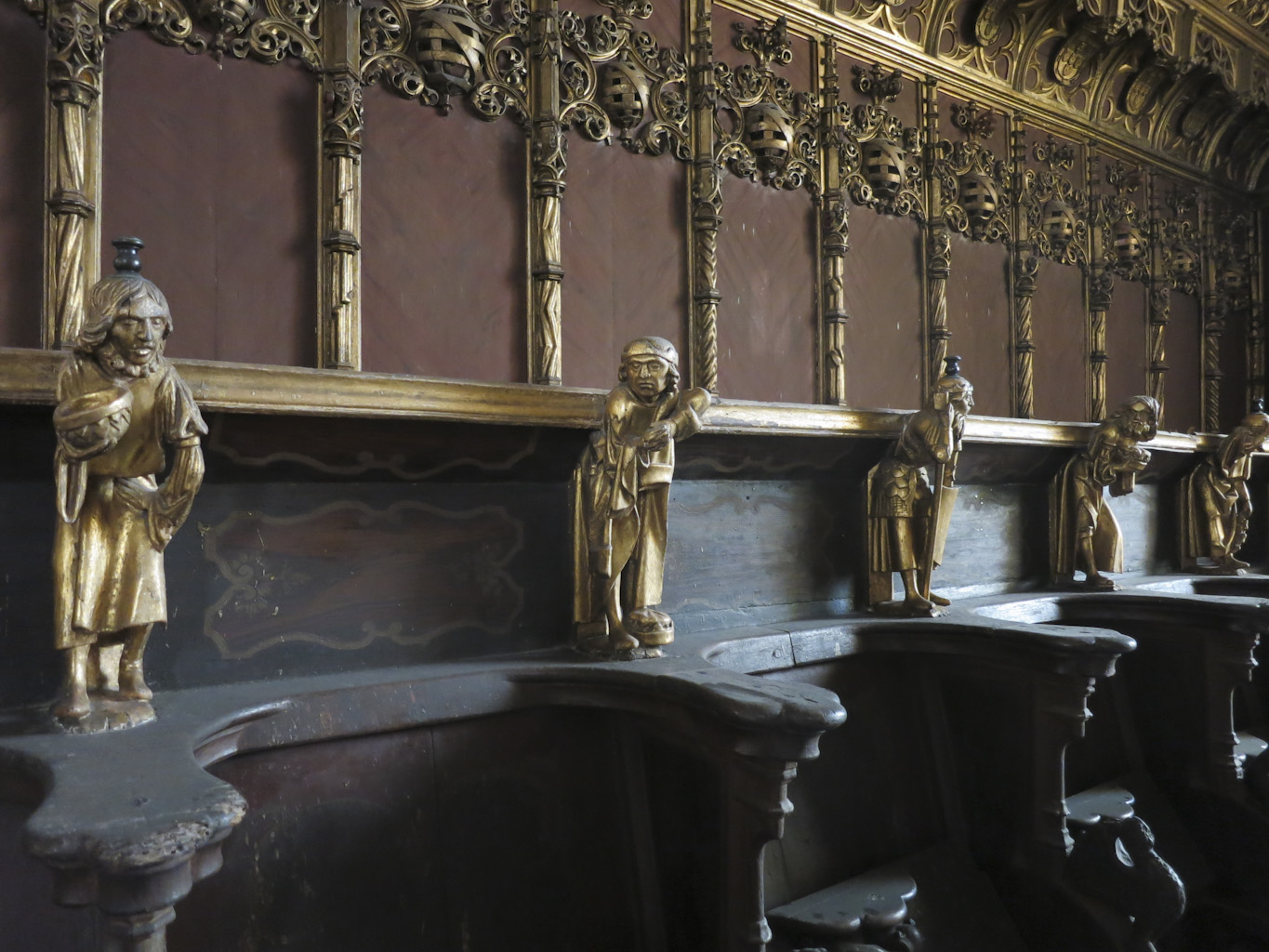
Maestro Machim, sillería
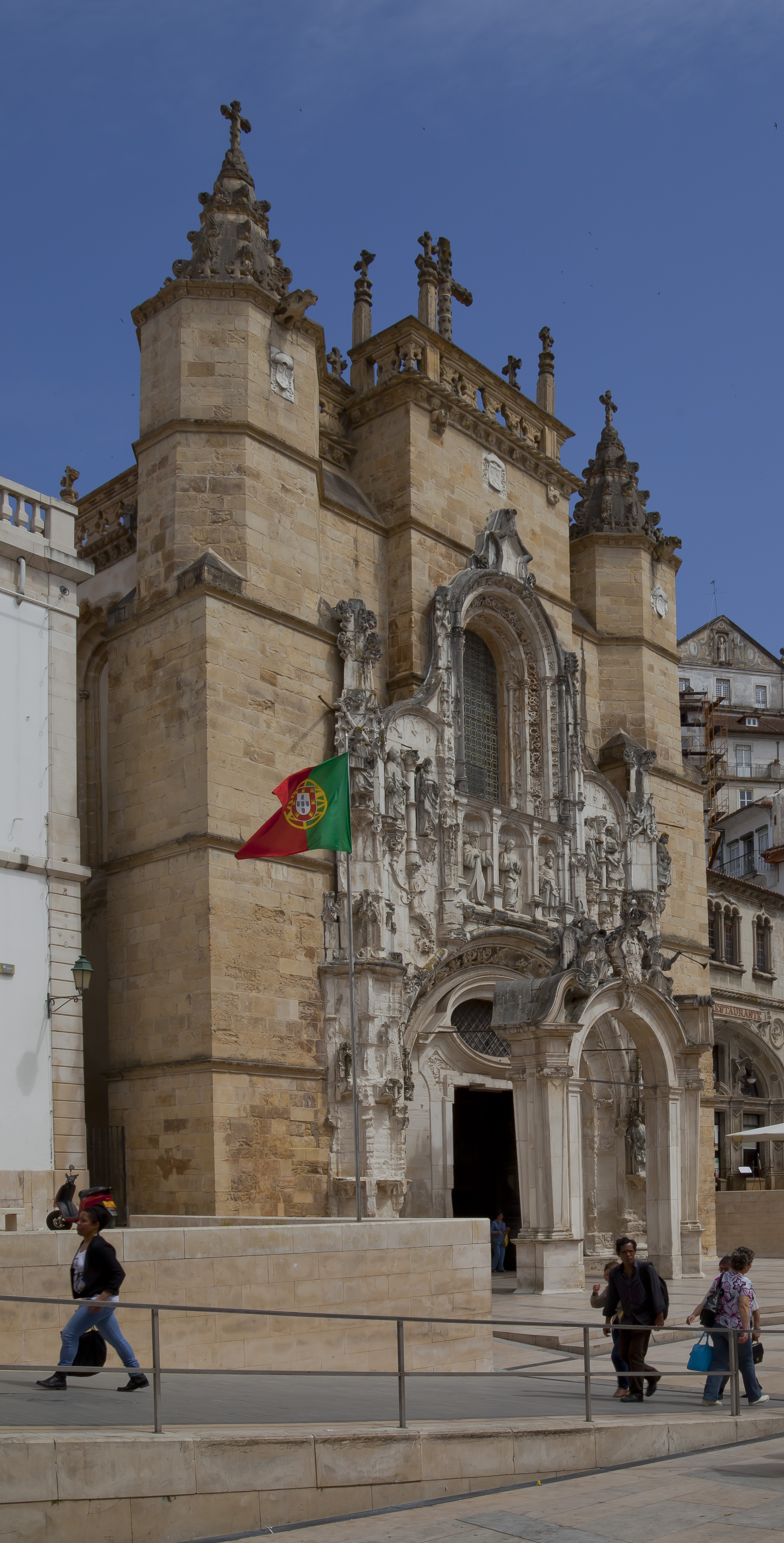
Portada de la Iglesia
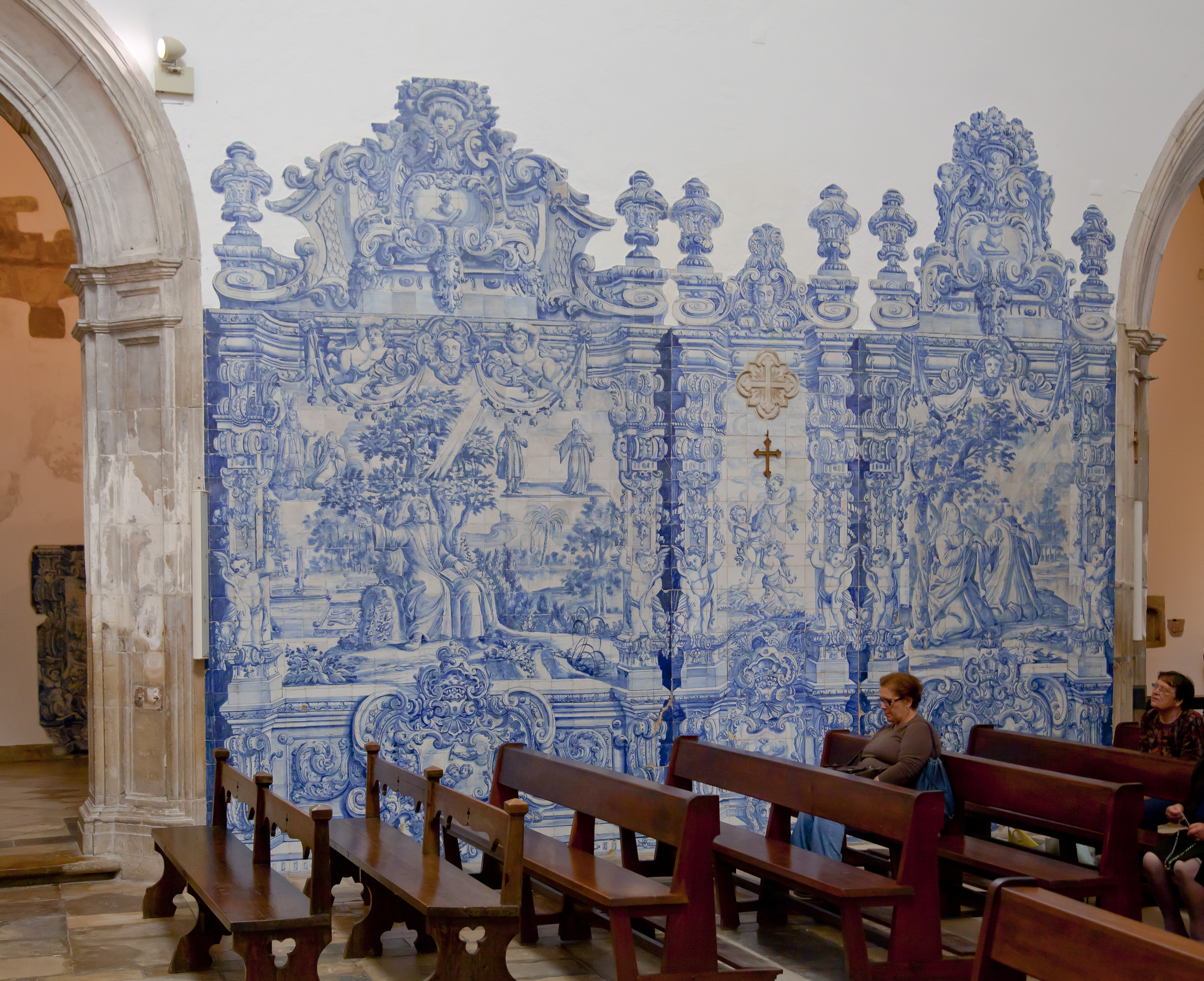
Azulejería historiada
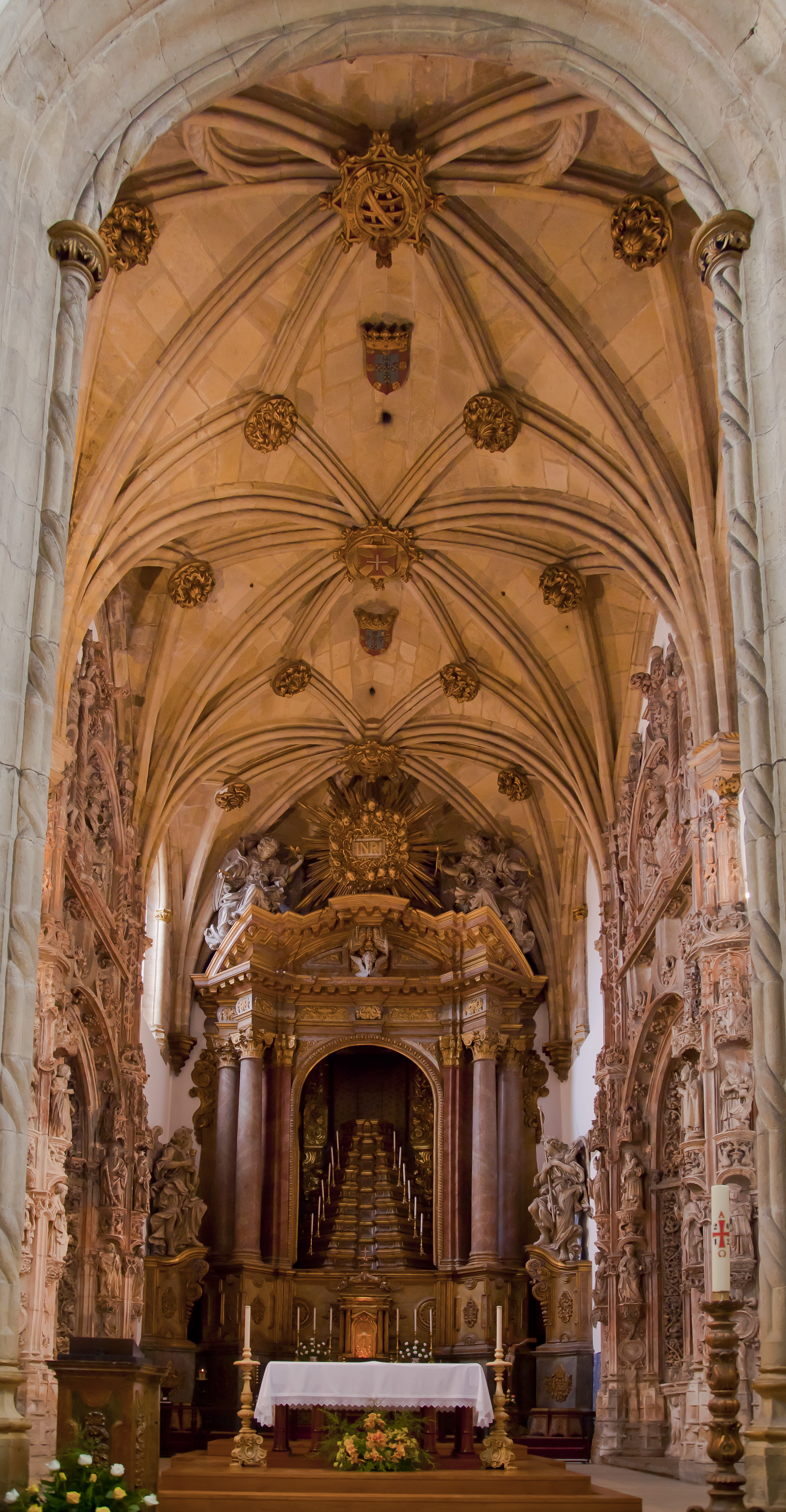
Altar mayor
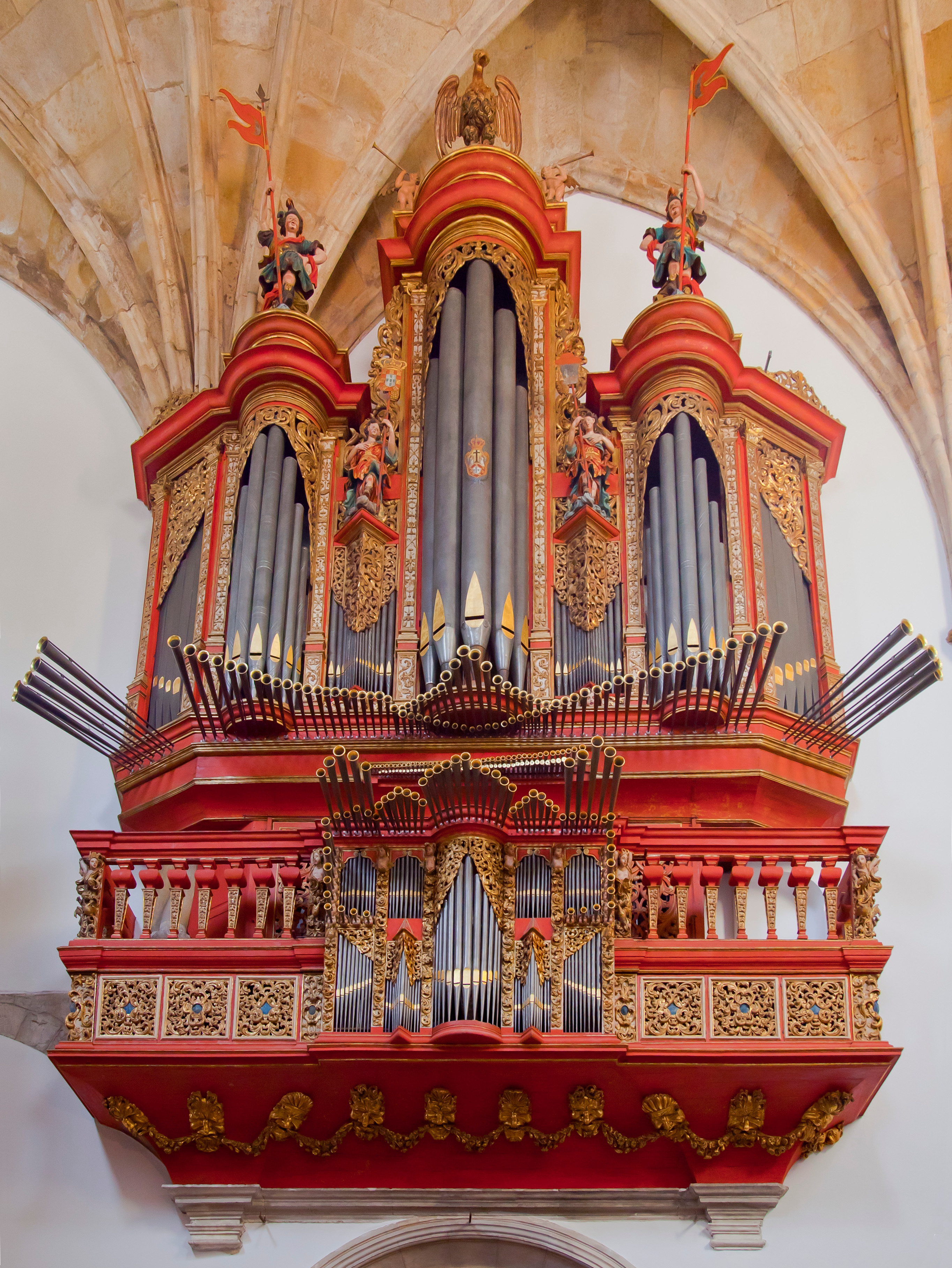
Organo barroco de Manuel Gómez Herrera
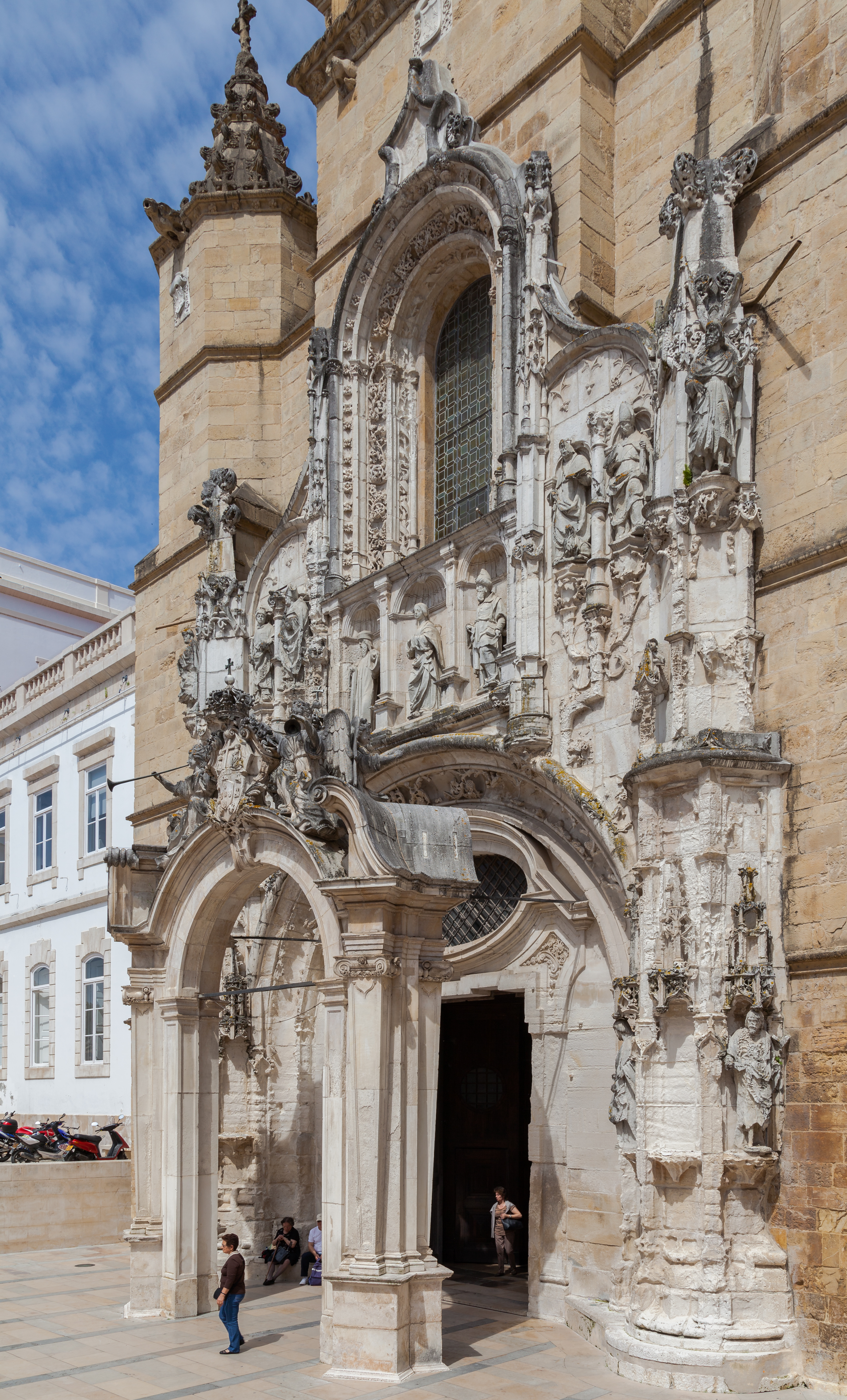
Otra vista de la portada